# St. John (Kansas)
St. John város az USA Kansas államában, Stafford megyében, melynek megyeszékhelye is. Lakosainak száma 1228 fő (2020. április 1.).

## Népesség
A település népességének változása:

| 2010 | 1 295 |
| 2020 | 1 228 |